# Winnemucca
|  | Per a altres significats, vegeu «Sarah Winnemucca». |

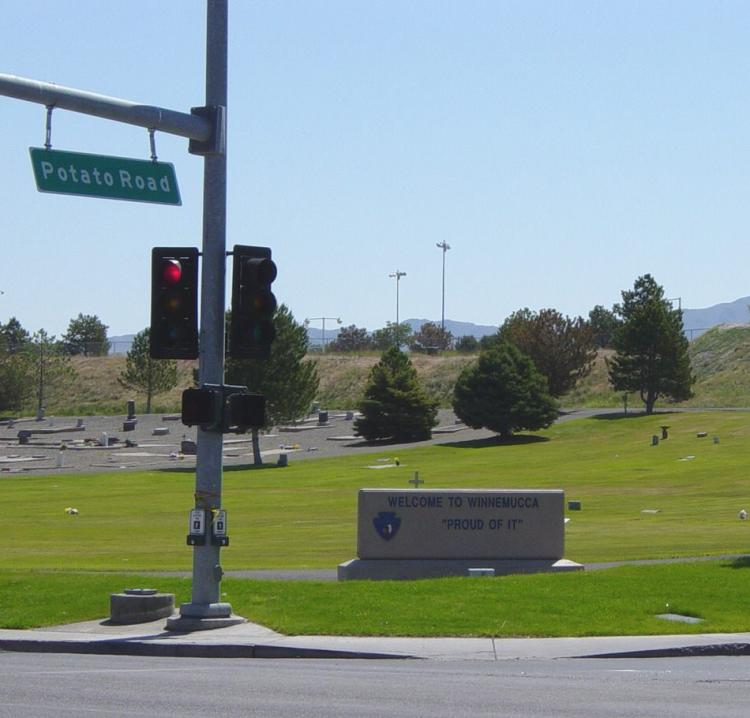
Entrada a Winnemucca

Winnemucca és una població dels Estats Units i seu del comtat de Humboldt a l'estat de Nevada. Segons el cens del 2024, té una població de 8.225 habitants.